# Sam Ellison
Sam Elis Ellison (egentligen Elisson), född 23 november 1949 i Backaryds församling i Ronneby kommun, Blekinge län, död 3 oktober 2013 i Nybro-S:t Sigfrids församling i Nybro, Kalmar län, var en svensk gitarrist och sångare.
Ellison var först gitarrist i bandet Episode Five från Nybro. Han samarbetade därefter med Hawkey Franzén och Björn J:son Lindh på en singel och blev därefter medlem i deras band Jason's Fleece. Efter att detta band upplösts spelade han in ytterligare en singel med Franzén och ett självbetitlat soloalbum. På det sistnämnda medverkade även Göran Lagerberg, Björn Linder, Anders Henriksson, Björn J:son Lindh och Jan Bandel. Åren 1971–72 medverkade Ellison på flera inspelningar med bland annat Hoola Bandoola Band, Göran Persson, Narren och projektet Sånger om kvinnor, men förefaller därefter ha dragit sig tillbaka.
Han var son till Sven Elis Herbert Eliasson och Hanna Viola Eliasson. Han var ogift.

## Diskografi
- 1970 – Jag vill ha en lessen häst/Axelsson (Sam-Hawkey-J:son, singel, Mercury 6062 008)
- 1970 – I dag sköt jag ihjäl en okänd man/Gotta Get Away (Sam & Hawkey, singel, Zoom Z1113)
- 1971 – Sam Ellison (Metronome MLP15.413)